# Black Nut
Kim Dae-woong (hangeul: 김대웅), mieux connu sous le nom de Black Nut (hangeul: 블랙넛), est un rappeur sud-coréen originaire de Jeonju, signé sous le label discographique Just Music Entertainment. Il a été le président du label par intérim en 2014, après le départ au service militaire de Swings, le fondateur. Black Nut est devenu connu après ses performances controversées lors de l'émission Show Me the Money en 2015,,,.

## Discographie

### Mixtapes
| Titre     | Détails sur l'album  | Liste des pistes | Réf.  |
| --------- | -------------------- | --- | ----- |
| Deformed  | Date de sortie: 2014 | 1. since 2007 2. 넌 뒤졌네 3. 1000 4. WOW 5. 돈이 많다 난 (feat. Nochang) 6. 숨이 차 7. 두 얼간이 (feat. Nuttyverse) 8. 외출하기 전 9. 여자 사귀고 싶다 10. Smoke n Drink (feat. Nochang) 11. Sex 12. 물오징어 13. Bad VOGUE (with Nochang) 14. 5 O'Clock 15. 금요일 밤 16. 돌아왔음 좋겠어 (by 노지노 with Black Nut)                                                               | [ 5 ] |
| Malformed | Date de sortie: 2015 | 1. 졸업앨범 2. 기형아가 만난 걸레 3. 꽃뱀들에게 4. 바닐라 향기가 나 5. 내 고향 전주 6. Jazi (feat. 홍어왕 낙도) 7. 섹스하고 싶어요.. 8. 나만 미워해 / 라임놀이 9. 두려워 10. 펀치라인 애비 11. 892 12. 번개 (feat. 노지노) 13. 친구 엄마 14. 열등감 15. 호모 16. 브레인 데미쥐 2 (feat. 노지노) 17. 내가 할 수 있는건 18. 우동 먹으면서 19. 박느노느기형아 (feat. 박느님 and 노지노) | [ 6 ] |

### Albums single
| Titre    | Détails sur l'album                                                       | Liste des pistes           | Meilleure position | Réf.   |
| Titre    | Détails sur l'album                                                       | Liste des pistes           | COR                | Réf.   |
| -------- | ------------------------------------------------------------------------- | -------------------------- | ------------------ | ------ |
| 100      | - Date de sortie: 8 août 2014 - Label: Just Music / Linchpin Music Corp.  | "100" (feat. Nochang)      | 94                 | [ 7 ]  |
| Beenzino | - Date de sortie: 21 août 2014 - Label: Just Music / Linchpin Music Corp. | "Beenzino"                 | 87                 | [ 8 ]  |
| No Diss  | - Date de sortie: 16 juin 2015 - Label: Linchpin Music Corp.              | "Higher than E-Sens"       | —                  |        |
| No Diss  | - Date de sortie: 16 juin 2015 - Label: Linchpin Music Corp.              | "Baechigi"                 | —                  |        |
| Gagalive | - Date de sortie: 8 septembre 2015 - Label: Linchpin Music Corp.          | "Gagalive" (feat. 175.211) | 72                 | [ 9 ]  |
| PPP      | - Date de sortie: 31 mars 2016 - Label: Linchpin Music Corp.              | "Punchline Papi 2"         | —                  |        |
| PPP      | - Date de sortie: 31 mars 2016 - Label: Linchpin Music Corp.              | "Part 2"                   | —                  |        |
| PPP      | - Date de sortie: 31 mars 2016 - Label: Linchpin Music Corp.              | "80,000 Won"               | 91                 | [ 10 ] |

### Autres chansons classées
| Année | Titre                                                       | Meilleure position | Réf.   |
| Année | Titre                                                       | COR                | Réf.   |
| ----- | ----------------------------------------------------------- | ------------------ | ------ |
| 2015  | "My Zone" (avec Basick, Microdot, San E et Verbal Jint)     | 12                 | [ 11 ] |
| 2015  | " M.I.L.E. (Make It Look Easy)" (avec San E et Verbal Jint) | 22                 | [ 12 ] |
| 2015  | "What I Can Do" (feat. Jessi)                               | 12                 | [ 13 ] |

## Récompenses et nominations

### Hiphopplaya Awards
| Année | Catégorie                | Travail nommé         | Résultat   | Réf.   |
| ----- | ------------------------ | --------------------- | ---------- | ------ |
| 2012  | Rising Star of Next Year | Black Nut             | Nomination | [ 14 ] |
| 2013  | Rising Star of Next Year | Black Nut             | Lauréat    | [ 15 ] |
| 2014  | Rising Star of Next Year | Black Nut             | Lauréat    | [ 16 ] |
| 2014  | Single of the Year       | "100" (feat. Nochang) | Nomination | [ 16 ] |